# Gastarbeiter

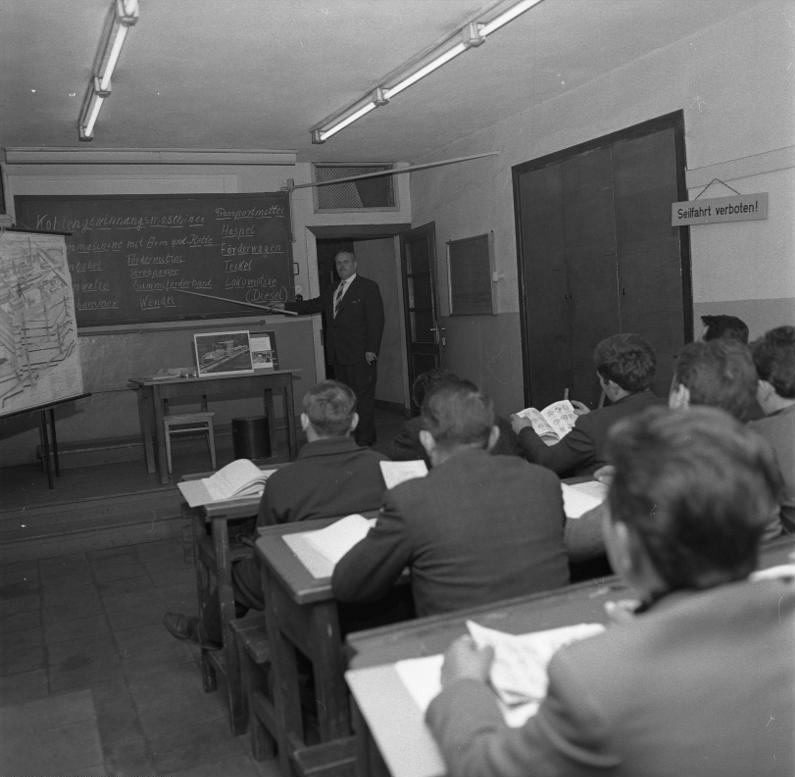
Školení italských gastarbeitrů, kteří měli pracovat jako horníci (Duisburg, 1962)

Gastarbeiter [gastarbajtr] je cizinec, který dlouhodobě pracuje v hospodářsky vyspělejší zemi. Tento pojem pocházející z němčiny vznikl začátkem druhé poloviny 20. století[zdroj⁠?!], kdy do západního Německa začali přijíždět za prací lidé z Turecka, Itálie, Řecka, Portugalska i odjinud. Původně označoval osoby, jež měly pracovní vízum jen na omezenou dobu a předpokládalo se, že po uplynutí jeho platnosti se vrátí zpět do vlasti; udržel se však i poté, co se ukázalo, že v mnoha případech tomu tak není a tito lidé v Německu zůstávají trvale, což je případ zejména turecké komunity, s níž začala islamizace Německa.

## Československo
V letech 1945–1950 se na poválečné obnově Československa podíleli nasmlouvaní zahraniční pracovníci z Rumunska, Bulharska, Polska, Itálie a ojediněle i z jiných zemí. Za zmínku stojí fakt, že v té době o většinu perzekvovaných Čechů (nejen potomků pobělohorských exulantů) přihlášených k repatriaci do Československa nebyl zájem. Jednalo se (nejen) o obyvatele Tábora, Fridrichova Hradce či Husince.
V 80. letech přicházeli do ČSSR i exotičtější pracovníci např. z Vietnamu nebo Kuby, což položilo základy dnešní vietmamské komunity.